# Moritz Ludwig Georg Wichmann
Moritz Ludwig Georg Wichmann (* 14. September 1821 in Celle; † 7. Februar 1859 in Königsberg (Preußen)) war ein deutscher Astronom. Von 1855 bis 1859 leitete er die Sternwarte Königsberg.

## Leben
Moritz Ludwig Georg Wichmann war ein Sohn von Franz Wichmann (1776–1850), Rat am Oberappellationsgericht Celle aus dessen zweiter Ehe, und ein Enkel des Pastors und Pädagogen Christian Rudolf Karl Wichmann. Der Maler Adolf Friedrich Georg Wichmann war sein älterer Bruder. Nach dem Besuch des Ernestinums in Celle studierte Wichmann an der Universität Göttingen bei Carl Friedrich Gauß. Dort erhielt er 1843 einen akademischen Preis für eine Arbeit, in der er ein Problem der sphärischen Geometrie behandelte. 
1844 wurde er von Friedrich Wilhelm Bessel als Assistent und Beobachter an die Sternwarte Königsberg berufen, wo er sich mit einer Arbeit über die Parallaxe des Sterns Groombridge 1830 habilitierte.
Über diese Parallaxe kam es zu einer heftigen, mit einiger Polemik geführten Auseinandersetzung mit den Astronomen der russischen Hauptsternwarte Pulkowo, die sich noch über viele Jahre hinziehen sollte.
Außer über diesen Gegenstand legte Wichmann Arbeiten über die neu entdeckten Planetoiden, die Libration des Mondes und die Protuberanzen der Sonne vor.
Nach ihm benannt wurden 1935 der Mondkrater Wichmann und 2009 der 1953 entdeckte Asteroid (7103) Wichmann.

## Werke
- Proprietates maxime insignes pentagoni sphaerici cujus singulae quinque diagonales quadranti aequales ejusque projectionum in planum tum centralis tum stereographicae. Göttingen, Philosophische Preisschrift vom 4. Juni 1843. (Digitalisat)
- De Parallaxi stellae argelandriae (1830 Groombridge). Dissertation. Dalkowski, Königsberg 1847.
- Erster Versuch zur Bestimmung der physischen Libration des Mondes aus Beobachtungen mit dem Heliometer. Altona 1847/48.
- Ueber die Entdeckung der neueren Planeten. Königsberg 1847.